# Camilla Fors
Camilla Fors, född 24 april 1969, är en svensk före detta fotbollsspelare (försvarare).
Fors representerade på klubbnivå Jitex BK och spelade 13 A-landskamper för Sverige. Hon var med i truppen som tog brons i EM 1989 och brons i VM 1991.